# Fido – Gute Tote sind schwer zu finden
Fido – Gute Tote sind schwer zu finden ist eine kanadische Horrorkomödie aus dem Jahr 2006. Regie bei dem schwarzhumorigen Zombiefilm führte Andrew Currie, die Hauptrollen spielen Carrie-Anne Moss und Dylan Baker.

## Handlung
In einem amerikanischen, bunten 50er-Jahre-Idyll unter latenter Bedrohung: Zombies hatten die Menschheit angegriffen und ein Krieg brach aus. Nachdem ein elektronisches Halsband der Firma ZomCon zur Zähmung erfunden wurde (mit häufigen Wackelkontakten), wurden sie zu billigen, domestizierten und etwas schwerfälligen Arbeitskräften. Somit gehen die Zombies nicht mehr ihrem Instinkt nach – der Gier nach Menschenfleisch. Sicher ist es nur in den Städten. Im öffentlichen Raum sind vielerorts Alarmknöpfe angebracht, Senioren werden kritisch beäugt. ZomCon unterrichtet in den Schulen Sicherheit und Hygiene, der christliche Bestattungsritus wird der neuen Lage angepasst (Kopfsärge). Die wandelnden Untoten sind eine Art Statussymbol geworden, ein Symbol für Bürgerlichkeit und somit will jeder einen haben. So bekommt auch die Familie der Robinsons einen „Zombiesklaven“.
Der Spießbürger Mr. Robinson ist traumatisiert und zombiephob, da er in den Zombiekriegen gekämpft hat und seinen eigenen Vater töten musste – aber meist guter Laune. Timmy, der kluge, kritische Sohn der Robinsons, baut schnell eine Freundschaft zum Zombie auf, den er Fido nennt. In der Familie scheint auch sonst einiges nicht zu stimmen. Eines Abends fällt das Halsband von Fido aus und er frisst eine ältere Nachbarin. Damit wird eine Kettenreaktion ausgelöst, bis es zu einer Schlacht in der Stadtmitte kommt. Als zwei Lausbuben Timmy überfallen und fesseln, kann Fido ihm das Leben retten, indem er die beiden aufhält, da sein Halsband deaktiviert wurde. Er rettet Timmy und holt Hilfe. Timmys Mutter Helen verbrennt die beiden untoten Mitschüler aus Gründen der Eindämmung. Gefangenentransporter des Konzerns ZomCon patrouillieren immerzu die Straßen der Kleinstadt. Fido, in seinem ersten Leben Raucher und an einem Herzinfarkt gestorben, bleibt überraschenderweise auch ohne Halsband hinreichend „artig“. Er hat dieselbe Konfektionsgröße wie Bill. Bill wird zunehmend eifersüchtig auf Fido und bemüht sich, ihn abschieben zu lassen. Bill weigert sich hartnäckig, die Schwangerschaft seiner Frau zu bemerken, die immer gewölbter wird.
Nachdem herauskommt, dass Fido die Nachbarin gefressen hat, wird er in eine Fabrik der Firma ZomCon gebracht. Timmy befreit ihn mit Hilfe des Nachbarn, eines ehemaligen Mitarbeiters der Firma, der wegen Rassenschande sozial ausgegrenzt ist. Während der Befreiungsaktion aus der Kolonie wird Timmys Vater Bill von Jonathan Bottoms, Nachbar und Sicherheitschef von ZomCon, erschossen. Sein Vater fand die Courage, auf den Kriegsveteranen Bottoms loszugehen. Daraufhin deaktiviert Timmy das Halsband von Fido und dieser tötet Jonathan und die Stadt gerät kurz außer Kontrolle, da mehrere Zombies von außerhalb in die geschlossene Wohnanlage der Stadt eindringen können. 
Bottoms kommt in vergleichsweise frischem Zustand an der Leine in seine Familie zurück, Fido macht Fortschritte beim Baseball und darf rauchen. Das Kind kommt lebendig zur Welt, war also wohl von Bill. Zum Abschluss ist der Ursprungszustand mit Menschen und Zombiesklaven wiederhergestellt und alle existieren friedlich miteinander und sind glücklich.

## Preise
Der Film hat 13 Preise gewonnen, so zum Beispiel im Jahr 2008 einen Genie Award. Außerdem gab es elf Nominierungen auf Festivals.

## Kritiken
„Versuch einer Horrorkomödie, deren Blutzoll sich zwar im Rahmen hält und deren bonbonfarbene Ausstattung recht amüsant ausfällt. Die Handlung soll aber durch allzu bemühten Witz vorangetrieben werden, was vor allem Widerwillen gegen das Subgenre bewirkt.“

„Der Clou von Curries Film ist, dass seine Dystopie aussieht wie das amerikanische Paradies auf Erden. Unter Verwendung der traumhaften Dekors und Kostüme gelingt es ihm perfekt, die Verlogenheit der heilen Welt hervorzukitzeln“